# Oophila amblystomatis
Oophila amblystomatis, (em latim: "gosta de ovos de salamandra") é uma espécie de alga unicelular. Não ocorre em mais lado nenhum da natureza a não ser nos ovos de alguns anfíbios, tais como os de Ambystoma maculatum. A alga pode invadir e crescer dentre do muco do ovo. Uma vez lá dentro, metaboliza o dióxido de carbono produzido pelo embrião e fornece-lhe oxigénio. É um exemplo de simbiose. Um estudo por Ryan Kerney, da Universidade de Dalhousie, revelou que as células penetram nas células da salamandra. É o primeiro caso descrito de um organismo fotossintético a viver dentro de células de um vertebrado.